# Officine Cecchetti
Le Officine Cecchetti furono fondate nel 1892 da Adriano Cecchetti a Civitanova Alta con apertura di una piccola officina meccanica per la riparazione di macchine agricole. 
Nel 1908 l'azienda si trasferì a Porto Civitanova, più vicina alle vie di comunicazione, quali il porto e la ferrovia. Lo scoppio della Prima Guerra Mondiale segnò il definitivo decollo dell'officina, poiché la produzione in quegli anni riguardava esclusivamente la lavorazione dei proiettili.
Il 16 aprile 1919 venne costituita la Società anonima costruzioni meccaniche A. Cecchetti (SACMAC) con sede legale a Roma ed amministrativa a Porto Civitanova. I profitti accumulati con le commesse belliche vennero reinvestiti e la fabbrica fu attrezzata per la costruzione e riparazione di materiale rotabile. Il primo decennio post-bellico registrò così una crescita di dimensione e di produzione. L'impresa aveva come cliente principale lo Stato, in particolare i ministeri delle Comunicazioni, Marina, Aeronautica, Lavori pubblici oltre ad enti di altro tipo ed amministrazioni varie. Il culmine come occupazione si ebbe nel 1943 con 2 400 occupati. Il primo agosto 1957 l'azienda cambiò nome in S.G.I. - Società Gestioni Industriali S.p.A. e nel 1994 chiuse definitivamente. Attualmente lo stabilimento non esiste più e al suo posto vi è un'area residenziale.